# Народная студия киноактёра Рижской киностудии

Занятия проходили на Рижской киностудии

Народная студия киноактёра Рижской киностудии — учебная студия, созданная при Рижской киностудии для получения обучающимися профессиональных актёрских навыков и дающая возможность подготовиться к поступлению в профильные средние и высшие учебные заведения.
Основана при Рижской киностудии в 1965 году, просуществовала до конца восьмидесятых годов. Срок обучения в студии — три года. Занятия проводились в вечернее время, слушатели отбирались по творческому конкурсу. Как правило это были школьники, студенты техникумов и ВУЗов, рабочие. В процессе обучения они получали профессиональные навыки киноактёра, знакомились с другими специальностями, востребованными в процессе кинопроизводства: режиссёра, оператора, монтажёра, звукотехника и некоторыми другими.
Первым руководителем студии была Ливия Акуратере (1965—1968), затем её сменила Айна Матиса (1968—1993). Педагогами работали Эрика Ферда, Арнольд Лининьш, Аквелина Ливмане, Петерис Крыловс, Алоиз Бренч и другие. Режиссёры киностудии имели возможность приглашать студентов в свои картины. В комедии режиссёров Вадима Масса и Яна Эбнера «Последний жулик» практически во всех массовых сценах были задействованы студийцы. 
Учениками и выпускниками студии в разные годы были популярные латвийские актёры и режиссёры: Регина Разума, Ивар Калныньш, Лилита Озолиня, Алвис Херманис, Мирдза Мартинсоне, Янис Паукштелло, Эсмералда Эрмале, Петерис Гаудиньш, Гундарс Аболиньш, Рихард Белте.